# Dolomedidae
Famille
Synonymes
- Bradystichidae Simon, 1884

Les Dolomedidae sont une famille d'araignées aranéomorphes.

## Distribution
Les espèces de cette famille se rencontrent en Océanie, en Afrique, en Amérique, en Asie et en Europe.

## Description
Les Dolomedidae diffèrent morphologiquement des Pisauridae par une apophyse latérale subterminale sous le point d'appui chez les mâles, et chez les femelles par la possession de petits bulbes accessoires arrondis.

## Paléontologie
Cette famille n'est pas connue à l'état fossile.

## Liste des genres
Selon World Spider Catalog (version 25.5, 07/02/2025) :
- Bradystichus Simon, 1884
- Caledomedes Raven & Hebron, 2018
- Dolomedes Latreille, 1804
- Mangromedes Raven, 2018
- Megadolomedes Davies & Raven, 1980
- Ornodolomedes Raven & Hebron, 2018
- Tasmomedes Raven, 2018

## Systématique et taxinomie
Cette famille a été décrite par Simon en 1876. Elle est placée en synonymie avec les Pisauridae. Elle est relevée de synonymie par Morris, Hazzi et Hormiga en 2025.
Elle rassemble 128 espèces dans sept genres actuels.

## Publication originale
- Simon, 1876 : Les arachnides de France. Paris, vol. 3, p. 1-364 (texte intégral).